# Cirilo Guzmán
Cirilo de Jesús Guzmán López (La Vega, 19 de mayo de 1977) es un abogado, profesor, poeta y exprocurador fiscal dominicano. Ganador del Premio Nacional de la Juventud.

## Biografía

### Primeros años
Nació en La Vega el 19 de mayo de 1977 en la región norte de la República Dominicana conocida como El Cibao.
En 1997 comenzó sus estudios de la licenciatura en Derecho en la Universidad Católica del Cibao en donde en 2002, obtuvo su título de abogado, posteriormente realizó estudios de posgrado en la Pontificia Universidad Católica Madre y Maestra en donde obtuvo el posgrado en Derecho Societario y Comercial, y la maestría en Derecho de los Negocios Corporativos. Más adelante se graduó de la Escuela Nacional del Ministerio Público, obteniendo la especialidad en Derecho Procesal Penal. Tiene una maestría en Administración de Empresas de doble titulación por Barna Business School y la Universidad de Barcelona, completando la semana internacional en el IESE Business School. Realizó el curso de desarrollo nacional en Taipéi en la República de China. Fue uno de los participantes del Management Program For Lawyers en la Universidad Yale en el verano del 2011. [cita requerida]
Cirilo J. Guzmán es sobrino nieto por el lado paterno de Leonte Guzmán Sánchez, primer embajador dominicano en la República de China. Además de ser pariente del presidente de la República Dominicana Antonio Guzmán. La escuela rural de Las Pocilgas en La Vega, lleva el nombre de la profesora Ana Ramona Suárez, quien fue su abuela paterna.

## Carrera profesional
Comenzó a ejercer la profesión legal como litigante en el año 2002, luego fue designado fiscalizador en el tribunal de tránsito del distrito nacional  del 2005 hasta el 2006, cuando por concurso de oposición, ganó la plaza de procurador fiscal adjunto del Distrito Nacional. Como adjunto del procurador fiscal del distrito, llevó casos de homicidio, delitos económicos, además de ser director de las fiscalía del ensanche Naco y el ensanche La Paz. Es docente de la Escuela Nacional del Ministerio Público de la Universidad Iberoamericana (UNIBE), y de la Pontificia Universidad Católica Madre y Maestra.
Es el representante legal de la Asociación Dominicana de Profesionales de la Industria del Cine, organización conocida por sus premios anuales a los filmes de República Dominicana, conocidos como Premios La Silla. Desde la primera entrega de los premios tiene un performance en la parte final del evento, donde lleva el sobre con el premio a mejor película en un maletín, confirmando la legalidad del evento.
El 20 de octubre del 2009, el entonces fiscal adjunto Cirilo de Jesús Guzmán, presentó acusación contra el secretario de la Juventud Reformista Social Cristiana, quien fue condenado a tres años por robo asalariado, en perjuicio de la compañía ONEMAX S.A, constituyendo este, uno de los casos contra la corrupción administrativa que llevó.
En junio de 2012 presentó su renuncia como procurador fiscal del distrito y creó su propia firma legal.
En el año 2013 fue el abogado que presentó la demanda por incumplimiento de contrato en contra del salsero Yanfourd.
En el año 2014 representó a la conductora de televisión Tatiana Rosario en una demanda en daños y perjuicios contra una institución que daba talleres de crecimiento, por dicha compañía hacerle perder su trabajo conduciendo el espacio “Las tardes en la 91”.
En el año 2016  asesoró y representó legalmente al Círculo Dominicano de Corredores de Circuito dominicano, como intervinientes voluntarios ante los tribunales, en la demanda que interpuso el piloto de carreras Víctor González, en contra de la F.D.A, los miembros de la comisión de velocidad y Dominican Race Event (DRE), en una disputa por el campeonato 2015 de la categoría DTS, donde la F.D.A reconoció como ganador al piloto José Leroux” 
En el año 2018 fue el representante legal de la compositora Kersy Lavandier, quien reclamaba la autoría del tema "Dile" a Charlie Mosquea, canción popularizada por el merenguero Sergio Vargas.
En septiembre de 2015, el Tribunal Constitucional mediante la sentencia TC/0184/16, le ordenó a la Fiscalía del Distrito Nacional, en la persona del fiscal adjunto Cirilo J. Guzmán, devolver a su propietario un arma de fuego que le había sido incautada. No se presentó acusación inmediatamente contra el acusado, por pedido de las víctimas (dos mujeres y un joven), quienes expresaron al fiscal que se conformaban con la sola incautación del arma. El conflicto por el cual la Fiscalía incautó dicha pistola ocurrió el 20 de enero del 2009, ante una agresión y amenaza con el arma de fuego.
El sábado 29 de agosto de 2020, presidió la comisión electoral, la cual organizó las elecciones que eligió la nueva directiva para el periodo 2020-2022, de la Asociación Dominicana de Profesionales de la Industria del Cine (ADOCINE) cuyo presidente elegido fue el cineasta Iván Reynoso.
En 2020, sin éxito se postuló para ser juez miembro de la Junta Central Electoral de la República Dominicana, una posición decidida por el Senado de la República.
El 15 de julio de 2021 en el Palacio Nacional Dominicano, presentó su postulación ante el Consejo Nacional de la Magistratura, como aspirante a Juez Presidente del Tribunal Superior Electoral, él cual fue presidido por el presidente Luis Abinader.

#### Acción de Amparo contra la Presentación de tarjeta de vacunación sin una ley que así lo establezca
El 8 de octubre de 2021, el Ministerio de Salud Pública y Asistencia Social de la República Dominicana, por resolución 000048 del Ministro de Salud Pública Daniel de Jesús Rivera Reyes, mediante la cual, entre otras cosas, ordenaba la presentación obligatoria de la tarjeta de vacunación sobre la inoculación de la vacuna contra el COVID-19, para poder tener acceso a lugares públicos y privados, a partir del día 18 del mismo mes.
El abogado Cirilo de Jesús Guzmán, junto a un grupo de juristas Constitucionalistas, ejerció una acción de Amparo Colectivo Preventivo ante el Tribunal Superior Administrativo, por el hecho de que la presentación de la tarjeta de vacunación para poder acceder a lugares públicos y privados, no esta sustentado en una ley que así lo estableciera, sino en una resolución de cuarta categoría jerárquica del orden jurídico. En dicha acción constitucional ante el tribunal, estuvo citado el presidente de la República Dominicana Luis Abinader. El abogado aclaró que no está en contra de que la gente se vacune, pero que cada quien lo haga si así lo decide, como un ejercicio del derecho fundamental a la libertad, según lo establece el artículo 40.15 de la Constitución Dominicana Archivado el 12 de diciembre de 2021 en Wayback Machine..
El Tribunal Superior Administrativo declaró inadmisible, esa y las demás acciones de Amparo que se ejercieron contra la resolución 000048 del Ministerio de Salud Pública y el ministro Daniel de Jesús Rivera Reyes; alegando que la vía contenciosa administrativa para accionar contra dicha resolución era la correcta, y no una acción de amparo.

Tal vez quienes argumentan contra la legalidad de resolución que exige tarjeta de vacunación tengan razón. Están apoderados los tribunales. Ellos decidirán. Aspiro a que si resultan gananciosos, para entonces el nivel de vacunación haya llegado a un nivel que disminuya el contagio
—Antoliano Peralta, Consultor Jurídico del Poder Ejecutivo Dominicano, el martes 19 de octubre de 2021.

Este aviso fue realizado a las 11:02 de la tarde del martes 19 de octubre, mediante la cuenta privada de la red social Twitter, del Consultor Jurídico del Poder Ejecutivo.
El 16 de febrero de 2022 el presidente de la República Dominicana Luis Abinader, anunció al país que todas las medidas restrictivas impuestas por el COVID-19 quedaban suspendidas. Desde entonces los dominicanos ya no tienen que portar mascarilla, ni presentar un certificado que acredite tener un esquema completo de vacunación, al tiempo que se dejó de imponer aforos máximos en espacios abiertos y cerrados.

#### Caso Marylois Ventura / Patricia Ascuasiati
El 15 de febrero de 2022, se produjo un accidente de tránsito, en el que las glorias de la danza dominicana Marylois Ventura y Patricia Ascuasiati, se vieron envueltas. Según las autoridades Marylois atropelló a su amiga de infancia Patricia. A Marylois Ventura le fue solicitada por la fiscalía de Villa Altagracia, una medida de coerción de prisión preventiva, la cual le fue impuesta por el tribunal de atención permanente. Cirilo J. Guzmán asumió la defensa técnica de Marylois Ventura. Posteriormente el 9 de marzo de 2022, Patricia Ascuasiati falleció en el Hospital General Plaza de la Salud. Marylouise Ventura es hija del mártir de la tiranía trujillista Juan de Dios Ventura Simó, considerado Héroe Nacional; y Patricia escuasiati es hija de Carlos Ascuasiati, autor de uno de los principales libros sobre economía dominicana.
El 18 de abril de 2022, la Primera Sala de la Corte de Apelación de San Cristóbal, presidida por el juez Mateo Evangelista Acosta, ratifico la prisión preventiva a María Luisa Ventura Garrido, bajo el argumento de que el abogado de la familia Ascuasiati, había depositado el acta de defunción de la misma, alegando que ese presupuesto probatorio pesaba más, que los documentos de arraigo depositados en el tribunal por la defensa técnica de María Luisa Ventura. El abogado Cirilo J. Guzmán, coordinador de la defensa de Mary Louise, dijo que seguirán utilizando los medios legales para obtener la libertad de su cliente.
El día 25 de abril de 2022 se dio a conocer que el Juzgado de la Instrucción del Distrito Judicial de Villa Altagracia, declaró inadmisible la solicitud por parte del Ministerio Público, de anticipo de prueba contra María Luisa Ventura Garrido (Mary Louise), para que se escuchara la Señora Keila Contreras en calidad de testigo, previo a la presentación de la acusación.
Marilois Ventura fue liberada el 13 de diciembre de 2022, tras llegar a un acuerdo con la familia de Patricia Ascuasiati; por lo que la juez de la instrucción varió la medida de coerción por una garantía económica e impedimento de salida del país.

#### Acción Constitucional de amparo contra COCAVE, UCAVE, y el Ayuntamiento.
En febrero de 2023, representó legalmente a los grupos de Carnaval Los Broncos y las Fieras, quienes demandaron con una acción Constitucional de amparo Colectivo Preventivo al Comité Organizador del Carnaval Vegado (COCAVE), la Unión Carnavalesca Vegana (UCAVE), y el Ayuntamiento de la Vega, por prohibirles realizar acuerdos de patrocinio con empresas que no fuesen las que se conocían como las patrocinadoras oficiales del Carnaval.
Los grupos accionantes alegaron que se trata de un monopolio prohibido por él artículo 50.1 de la Constitución Dominicana, un agravio a la libre empresa y al derecho a la Cultura en el artículo 64.6. Por su parte el Ayuntamiento de La Vega alegó tener facultad para otorgar uso exclusivo en toda el área de Carnaval.
El Comité Organizador (Cocave) del Carnaval Vegano, emitió un comunicado de fecha 3 de febrero de 2023, en el que decía tener una serie de marcas comerciales que con exclusividad eran las únicas que podían actuar como patrocinadores de los grupos de carnaval durante la celebración del Carnaval Vegano.
En la audiencia un juez Suplente  de la Segunda Sala de la Cámara Civil y Comercial del Distrito Judicial de La Vega, rechazó al recurso de amparo interpuestos por grupos del Carnaval de La Vega que alegan vulneración del derecho a la libre empresa por parte de los organizadores del carnaval. Inmediatamente el representante legal de Los Broncos y Las Fieras Cirilo J. Guzmán interpuso un recurso de revisión ante el Tribunal Constitucional alegando Violaciones al derecho de Libre empresa, al no monopolio, el derecho a la Cultura y a la Libertad.
Ya en otra sentencia, el Tribunal Constitucional ha considerado en su SENTENCIA TC/0758/17 que el Carnaval vegano es Patrimonio Cultural de la Nación, al decidir en su sentencia vinculante lo siguiente:
“Para este tribunal, la justificación de la suspensión de la Sentencia núm. 209-2017-SORD-00010, radica en que el carnaval vegano es un patrimonio cultural de la nación, y referente a este derecho la Constitución, en su artículo 64, numeral 4, establece que “el patrimonio cultural de la nación, material e inmaterial, está bajo la salvaguarda del Estado que garantizara su protección, enriquecimiento, conservación, restauración y puesta en valor”. Como se puede apreciar, el Estado tiene la responsabilidad de garantizar la protección y conservación del patrimonio cultural de la nación”.

#### Abogado del Ministerio Público.
El miércoles 17 de mayo de 2023, Cirilo J. Guzmán como representante legal de más de cien fiscales, interpuso este una acción de amparo preventivo colectivo y una solicitud de medida cautelar, en contra de la Dirección General de Carrera del Ministerio Público, La Procuraduría General de la República, y el Consejo Superior del Ministerio Público.
En dichas acciones se reclama la no aprobación del reglamento de escalafón que los pondría a esperar años para poder ser ascendidos, entre otras violaciones impuestas por la Dirección General de Carrera del Ministerio Público.
Los fiscales se habían reunido con la procuradora general de la república, la magistrada Miriam Germán Brito, en busca de respuestas y soluciones a sus inquietudes sobre la evaluación del tiempo de servicio y la valoración de su trabajo, pero sin obtener ninguna respuesta.
El Tribunal Superior Administrativo ha fijado una audiencias para conocer tanto la solicitud de medida cautelar como la acción de amparo presentadas por los fiscales. El presidente del tribunal se encarga de la medida cautelar, mientras que la acción de amparo será asignada a una de las salas del tribunal.El quince de noviembre del año 2024, el Tribunal Superior Administrativo (TSA), Mediante la Sentencia número 0030-04-2024-SSEN-00791, le dio ganancia de causa al recurso elevado por Cirilo de Jesús Guzmán a favor de más de cien fiscales. 

#### Acción directa de Inconstitucionalidad contra Ley 1-24 que crea la Dirección Nacional de Investigaciones.
El 22 de enero de 2024, Cirilo de Jesús Guzmán, depositó ante la secretaría del Tribunal Constitucional Dominicano, una Acción Directa de Inconstitucionalidad contra la Ley 1-24 que crea la Dirección Nacional de Investigaciones. Esta ley 1-24, faculta a la DNI a intervenir en la vida intima de las personas, detenerlo e interrogarlos sin orden de un juez, siendo este el punto neurálgico que según el accionante viola la Constitución Dominicana. Al hacerlo, y ser aborado por la prensa, explicó, que nadie ni nada está por encima de los derechos fundamentales plasmados en la Constitución Dominicana. Además, de que sólo un juez, con una sentencia motivada, al tenor de la Carta Magna, es el único que puede ordenar la intervención del estado en la vida intima de las personas, en ocasión de una investigación.   El seis de diciembre del año 2024, El Tribunal Constitucional Dominicano, mediante la SENTENCIA TC/0767/24, admitió la acción de inconstitucionalidad interpuesta por Cirilo de Jesús Guzmán López, por ser violatoria a derechos constitucionales a la intimidad y el debido proceso, Declarando Nula la ley 1-24. 

## Aportes a la Jurisprudencia
Logro de la Anulación de la ley que creaba la Dirección Nacional de Investigaciones DNI.
El seis de diciembre del año 2024, El Tribunal Constitucional Dominicano, mediante la SENTENCIA TC/0767/24, admitió la acción directa de inconstitucionalidad interpuesta por varios accionantes, entre ellos la ejercida por Cirilo de Jesús Guzmán López, quien en su escrito al ejercer la acción, denunciaba que dicha ley era violatoria a derechos constitucionales a la intimidad y el debido proceso, anulando dicha alta Corte la Ley 1-24, que creaba la Dirección Nacional de Inteligencia (DNI), por ser no conforme con la Constitución. 
Precedente a favor del Ministerio Público Dominicano.
El quince (15) del mes de noviembre del año dos mil veinticuatro (2024), el Tribunal Superior Administrativo (TSA), Mediante la Sentencia número 0030-04-2024-SSEN-00791, acogió la acción elevada por más de cien fiscales, representados por el abogado Cirilo de Jesús Guzmán, quien también es exprocurador fiscal, declarando nula y sin ninguna consecuencia jurídica la resolución n.º CSMP/004/2023, de fecha 14/04/2023, dictada por el Consejo Superior del Ministerio Público, por ser violatoria a la Constitución a la Ley 133-11 Orgánica del Ministerio Público, y a la no. 107-13. 
La Corte de la Vega Reconoce Derechos. Precedente en materia de cultura, de grupos del Carnaval Vegano.
El 15 de diciembre de 2023, la Corte Civil de La Vega Mediante la ordenanza civil no. 62/2023, ordenó a la Unión Carnavalesca Vegana, el Consejo del Carnaval Vegano, al Ayuntamiento de La Vega, a Medrano Outsourcing Group, y cualquier entidad, emitir cualquier comunicado, resolución, ejecución o acción de cualquier naturaleza tendente a prohibir a las partes recurrentes Grupo Los Broncos y Grupo las Fieras el uso de la publicidad o patrocinio de su elección. Con esta sentencia los grupos de Carnaval Vegano, representados por su abogado Cirilo de Jesús Guzmán, obtuvieron ganancia de causa. Con esta sentencia la corte reconoció derechos de imagen y libre comercio.  

#### Jueces y Fiscales con porte de armas de por vida (ad vitam)
En marzo de 2015, en su calidad de ex procurador fiscal, ejerció una acción directa de inconstitucionalidad contra el artículo 4 de la Ley 36-65 sobre Porte y Tenencia de Armas de Fuego de la República Dominicana, obteniendo como consecuencia la sentencia TC/0135/20 en la que el Tribunal Constitucional (República Dominicana) decidió que además del presidente de la República, el vicepresidente, los senadores, los diputados; también los jueces de los tribunales y los miembros del Ministerio Público tienen derecho a poseer armas para su defensa; por lo que desde entonces los jueces y fiscales dominicanos, tienen licencia de porte de armas de por vida (ad vitam) en la República Dominicana. El 9 de abril de 2021, el Ministerio de Interior y Policía emitió la resolución MIP-RR0004-2021, la cual en su Artículo Primero Párrafo II, establece la forma de solicitar dicha licencia, de acuerdo a la Sentencia TC/0135/20. El 27 de enero de 2021, en Audiencia Solemne de Rendición de Cuentas del año 2020, durante el discurso hecho por el magistrado Milton Ray Guevara, presidente del Tribunal Constitucional; declaró la sentencia número TC/0135/20, en el sitial sexto, como una de las diez sentencias de ese año, que pudieran ser consideradas como las de mayor impacto para el desarrollo y la evolución del orden constitucional dominicano.

#### Prohibición uso de celulares en Bancos
En el año 2015 también ejerció un recurso de amparo que llegó al Tribunal Constitucional sobre la prohibición de uso de celulares por los ciudadanos, en el banco BanReservas, sin que existiese una ley que así lo estableciera, en violación del artículo 40.15 de la Constitución de la República Dominicana. Aunque el Tribunal Constitucional mediante la sentencia TC/0029/16 rechazó la referida acción de amparo, luego de este recurso el banco Banreservas Flexibilizó la medida de uso de celulares en sus instalaciones.

## Escritos
Cirilo J. Guzmán es articulista de opinión en algunos periódicos y revistas, como por ejemplo en el diario digital Acento, en su columna llamada "Alguna vez tendremos alas". Uno de sus artículos destacados fue el que redactó en ocasión de las protestas en República Dominicana de 2020 titulado "Una Junta Increíble", plasmando así la indignación de los dominicanos por el desempeño de la Junta Central Electoral de entonces. Llegó a escribir para el desaparecido semanario Clave Digital. Tiene un libro inédito titulado Ministerio Público, la nueva generación. También ha escrito temas legales para la revista Factor de éxito.

## Radio
| Año             | Programa                 | Emisora                   | Rol              |
| 2010 - presente | El Matutino de Teo Veras | La 91.3 FM                | Itinerante Legal |
| 2017 - 2019     | Sobre Ruedas             | La Rocka 91.7 FM          | Sección Legal    |
| 2018 - presente | Esto No Tiene Nombre     | La Nota Diferente 95.7 FM | Habitué Legal    |
| 2021 - presente | Que Pasa Radio           | Neón 89.3 FM              | Host             |

## Reconocimientos
- El 31 de enero de 2011, el ministerio de la juventud en el Teatro Nacional de la República Dominicana, lo galardonó con el Premio Nacional de la Juventud en el renglón de Liderazgo Profesional, máximo galardón que otorga el Estado dominicano a los jóvenes a través del Ministerio de la Juventud.[90][91]
- En 2012, el programa juvenil de televisión En Acción con Manuel y Hermes, en su sexta edición lo reconoció como uno de los 31 jóvenes más valiosos de República Dominicana.[92][93]